# Растич, Дамир
Дами́р Ра́стич (серб. Дамир Растић/Damir Rastić; 23 июля 1988, Сьеница) — сербский биатлонист, участник чемпионатов мира.

## Биография
В 2005 году дебютировал на Кубке Европы. В своей первой гонке в Обертиллиахе Дамир занял 92-е место в спринте (из 98 участников) с четырьмя штрафными кругами. Лучший результат в рамках соревнований Кубка Европы — 25-е место в феврале 2011 года, добытое Растичем в спринтерской гонке на этапе в Банско.
В рамках Кубка мира дебютировал в феврале 2007 года на чемпионате мира в Антерсельве, где выступил только в спринте, показав 91-й результат с шестью промахами из десяти. По состоянию на декабрь 2013 года лучшим результатом Растича на соревнованиях Кубка мира является 59-е место в индивидуальной гонке, которая прошла в сезоне 2012/13 в Сочи, а в составе эстафеты — 19-е место, добытое в 2007 году в Поклюке.

## Статистика выступлений на Чемпионатах мира по биатлону
| Год  | Место проведения | Инд | Спр | Эст |
| ---- | ---------------- | --- | --- | --- |
| 2007 | Антерсельва      | —   | 91  | —   |
| 2008 | Остерсунд        | 84  | 103 | 24  |
| 2009 | Пхёнчхан         | 100 | 100 | 26  |
| 2011 | Ханты-Мансийск   | 84  | 100 | 26  |
| 2012 | Рупольдинг       | 95  | 110 | 25  |
| 2013 | Нове-Место       | 79  | 110 | 27  |
| 2015 | Контиолахти      | 108 | 95  | LPD |